# Chojnik (Sośnie)
Chojnik (deutsch Honig) ist eine Ortschaft mit einem Schulzenamt der Landgemeinde Sośnie im Powiat Ostrowski der Woiwodschaft Großpolen in Polen.

## Geschichte
Der Ort Gogow mit Eisenhammern in den Medziborer (etwa „zwischen Wäldern“) Gütern der Familie Leszczyński am nordöstlichen Rande Niederschlesiens im bewaldeten Grenzbereich zu Großpolen wurde an dieser Stelle schon im 16. Jahrhundert erwähnt. Der im 19. Jahrhundert auftauchte Ortsname Honig (siehe deutsch Honig) basierte wahrscheinlich auf dem Namen des Flusses Honig Wasser, heute Młyńska Struga. Der polnische Ortsname basiert (imitiert) auf dem deutschen Namen.
Im 19. Jahrhundert gab es 61 Häuser mit 546 Einwohnern sowie eine evangelische Volksschule. Die wasserpolnischsprachigen Orte in der Umgebung gehörten der evangelischen Pfarrgemeinde in Międzyborze (ab 1886 Neumittelwalde).

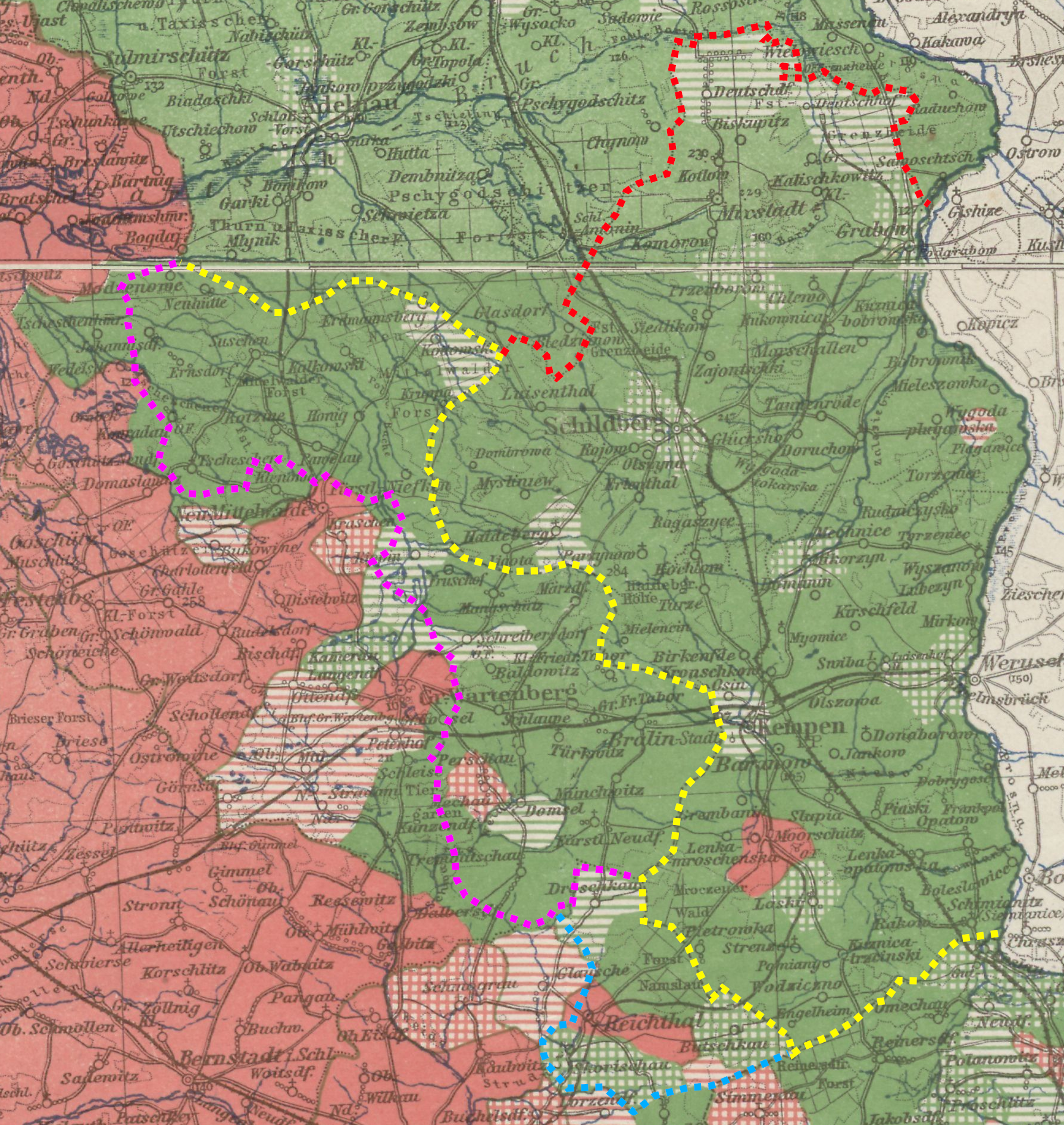
Sprachkarte aus dem Jahr 1910: Gelbe gestrichelte Linie: schlesisch-großpolnische Grenze, rosarote gestrichelte Linie: neue Grenze aus dem Jahr 1920

Honig gehörte von 1818 bis 1920 dem schlesischen Landkreis Groß Wartenberg an. Mit dem überwiegend polnischsprachigen Ostteil des Landkreises wurde Chojnik zum 10. Januar 1920 infolge des Versailler Vertrags vom Deutschen Reich an das wiedergegründete Polen abgetreten. Seitdem ist Honig mit der Woiwodschaft Posen, bzw. Großpolen verbunden, zunächst im Powiat Odolanowski, ab 1932 im Powiat Ostrowski.
Im Jahr 1921 gab es in der Gemeinde Chojnik im Powiat Odolanów 98 Häuser mit 567 Einwohnern, 334 hielten sich für deutscher und 322 für polnischer Nationalität, 539 waren evangelisch, 28 römisch-katholisch.
In der Zwischenkriegszeit wurde die evangelische Pfarrgemeinde in Chojnik organisiert. 1925–1926 wurde die Kirche und 1930 das Pfarrhaus gebaut. Bis 1943 waren die Priester: Emil Hofman bis 1928, Georg Mundrach 1928–1937 und Walter Schau 1937–1943. Die Pfarrgemeinde, obwohl sprachlich gemischt, war eher deutsch „eingesinnt“: meistens wurden die Gottesdienste auf Deutsch gepredigt, aber einmal pro Monat für die Gemeindeältesten mit schwachen Deutschkenntnissen im Polnischen. Die bevölkerungsreichste evangelische Pfarrgemeinde der Superintendentur Ostrzeszów der Unierten Evangelischen Kirche in Polen zählte im Jahr 1937 2700 Mitglieder.
Beim Überfall auf Polen 1939 wurde das Gebiet von den Deutschen besetzt und dem Landkreis Ostrowo im Reichsgau Wartheland zugeordnet. Nach dem Krieg verließ die Mehrheit der Dorfbevölkerung den Ort. Die evangelische Kirche wurde römisch-katholisch.
Von 1975 bis 1998 gehörte Chojnik zur Woiwodschaft Kalisz.